# Cacia albicollis
Cacia albicollis là một loài bọ cánh cứng trong họ Cerambycidae.